# Dikkopschildpad
De dikkopschildpad (Caretta caretta) of onechte karetschildpad is een schildpaddensoort uit de familie zeeschildpadden (Cheloniidae). Het is een van de grootste soorten zeeschildpadden en te herkennen aan het roodbruine rugschild en de grote en brede kop met krachtige kaken. Van andere zeeschildpadden is de dikkopschildpad onder meer te onderscheiden door de schilden van het rugschild te vergelijken.
De dikkopschildpad is een van de meest wijdverspreide zeeschildpadden ter wereld. De schildpad komt alleen in de poolzeeën niet voor en spoelt heel zelden aan op de Nederlandse kust. De schildpad legt enorme afstanden af om van de voedselgebieden naar de afzetplaatsen voor de eieren te reizen en kan daarbij zowel de Atlantische Oceaan als de Grote Oceaan oversteken. Deze soort is niet zo sterk gebonden aan warm water als andere zeeschildpadden. De habitat bestaat uit kuststreken met ondiepe wateren zoals baaien. Ook in modderige wateren kan de soort worden aangetroffen.
Het is een van de weinige zeeschildpadden die voornamelijk van vlees leeft en geen echte voedselspecialisatie heeft. Vooral neteldieren, kreeftachtigen en vissen worden gegeten. Ook tweekleppigen worden buitgemaakt en gekraakt in de krachtige bek.
De dikkopschildpad wordt door verschillende oorzaken bedreigd. Een daarvan is de garnalenvisserij waarbij hij als bijvangst in het net belandt. Vroeger werd er wel op het dier zelf gejaagd, maar deze soort was veel minder geld waard dan de karetschildpad die om het schild werd gevangen en de soepschildpad die geliefd was in schildpaddensoep.

## Naamgeving en taxonomie
De wetenschappelijke naam Caretta caretta is afkomstig uit het Latijn en is afgeleid van het Franse woord caret, dat 'schildpad' betekent. De wetenschappelijke naam van de dikkopschildpad werd gepubliceerd door Carl Linnaeus in 1758 in de tiende editie van Systema naturae. Oorspronkelijk werd de wetenschappelijke naam Testudo caretta gebruikt. Het geslacht Testudo wordt tegenwoordig tot de familie landschildpadden (Testudinidae) gerekend.
De dikkopschildpad heeft verschillende Nederlandstalige benamingen waaronder valse karetschildpad, Kawama en onechte karetschildpad of Middellandse Zeeschildpad. De 'echte' karetschildpad is overigens Eretmochelys imbricata.
In de Engelse taal wordt de naam loggerhead of loggerhead turtle gebruikt, wat verwijst naar de grote kop. Op Sri Lanka noemt men de dieren 'hondschildpadden' omdat ze erg bijterig zijn als ze worden gevangen. In de onderstaande uitklapbare tabel is een aantal namen uit verschillende landen en streken weergegeven. In grote landen zijn vaak meerdere namen in gebruik.
| Namen in andere talen                | Namen in andere talen                                                  | Namen in andere talen               | Namen in andere talen                                              |
| ------------------------------------ | ---------------------------------------------------------------------- | ----------------------------------- | ------------------------------------------------------------------ |
| Land                                 | Naam                                                                   | Land                                | Naam                                                               |
| Arabisch Schiereiland, Egypte, Oman: | Remani                                                                 | Australië                           | Maiwa                                                              |
| Brazilië:                            | Avo de aruana, Tartaruga caret, Tartaruga mesticona, Vovo de tartaruga | Caraïbisch Gebied en Midden-Amerika | Caguama, Cahuama                                                   |
| Chili, Spanje:                       | Boba                                                                   | China                               | Tsu-tsi                                                            |
| Colombia:                            | Coco, Tortuga gogo                                                     | Duitsland                           | Unechte Karettschildkröte                                          |
| Filipijnen:                          | Pawikan                                                                | Frankrijk                           | Grosse tête, Tortue caouanne                                       |
| India (Tamil):                       | Perunthalai amai                                                       | Indochina                           | Lemech                                                             |
| Indonesië:                           | Penyu mangong                                                          | Irian Jaya                          | Marab, Penyu waukaku                                               |
| Israël:                              | Taras al asfar                                                         | Italië                              | Tartaruga caretta, Tartaruga comune                                |
| Japan:                               | Aka umi game                                                           | Mexico                              | Javalina, Perica                                                   |
| Mozambique:                          | Lindi, N’duvi                                                          | Papoea-Nieuw-Guinea                 | Babamukara, Guiguina, Lantuc, Maiwa-gamo, Mogobul, Nukali, Ponowan |
| Portugal:                            | Tartaruga                                                              | Senegal                             | Tortue caouanne, Tortue jaune                                      |
| Seychellen:                          | Nam koyo. Torti batar                                                  | Sri Lanka                           | Nai mai, Olu geddi kasdava                                         |
| Thailand:                            | Tao-ya                                                                 | Venezuela                           | Cardo                                                              |
| Zuid-Afrika:                         | Eluvi, Ilongosi, Kertseeskilpad (Afrikaans)                            | Tunesië:                            | Fahroun el bahr                                                    |

### Taxonomie

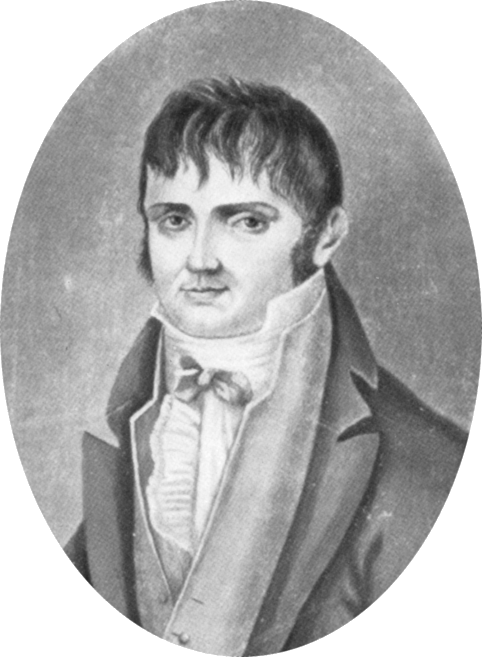
Rafinesque-Schmaltz

Het is de enige moderne soort uit het geslacht Caretta. Het geslacht telt twee soorten maar de enige andere soort is de uitgestorven schildpad Caretta patriciae. Deze schildpad is niet recent uitgestorven maar is bekend uit het Plioceen.
De typesoort van het geslacht is Caretta nasuta. Deze naam werd gepubliceerd door Constantine Samuel Rafinesque-Schmaltz in 1814, het was de eerste keer dat de geslachtsnaam Caretta werd gebruikt. De huidige wetenschappelijke naam, Caretta caretta, werd voor het eerst beschreven door Leonhard Hess Stejneger in 1904. Vroeger werden er twee ondersoorten erkend; Caretta caretta caretta en Caretta caretta gigas. Tegenwoordig wordt deze laatste ondersoort echter niet meer erkend waardoor het onderscheid in verschillende ondersoorten is vervallen. De populaties in de Atlantische Oceaan en alle andere populaties werden vroeger als twee aparte variaties gezien maar ook dit idee is verlaten.

### Lijst van synoniemen
In de onderstaande uitklapbare tabel is een lijst van synoniemen weergegeven. Dubbele synoniemen door verschillende auteurs zijn voor de overzichtelijkheid weggelaten.
- Testudo caretta (Linnaeus, 1758)
- Testudo marina (Garsault, 1764)
- Testudo cephalo (Schneider, 1783)
- Testudo nasicornis (Lacépède, 1788)
- Testudo caouana (Lacépède, 1788)
- Caretta nasuta (Rafinesque, 1814)
- Caretta atra (Merrem, 1820)
- Chelonia multiscutata (Kuhl, 1820)
- Testudo corianna (Gray, 1831)
- Chelonia pelasgorum (Bory, 1833)
- Chelonia Caouana (Duméril en Bibron, 1835)
- Caouana elongata (Gray, 1844)
- Thalassochelys corticata (Girard, 1858)
- Chelonia caretta (Dyce, 1861)
- Cephalochelys oceanica (Gray, 1873)
- Thalassochelys cauana (Boettger, 1880)
- Thalassochelys caretta (Boulenger, 1886)
- Thalassiochelys tarapacona (Philippi, 1887)
- Chelonia dubia (Bleeker, 1889)
- Chelonia polyaspis (Bleeker, 1889)
- Thalassochelys controversa (Philippi, 1899)
- Caretta caretta (Stejneger, 1904)
- Thalassochelys cephalo (Barbour& Cole, 1906)
- Caretta caretta caretta (Mertens & Müller, 1928)
- Caretta gigas (Deraniyagala, 1933)
- Caretta caretta gigas (Deraniyagala, 1939)

## Verspreiding en habitat

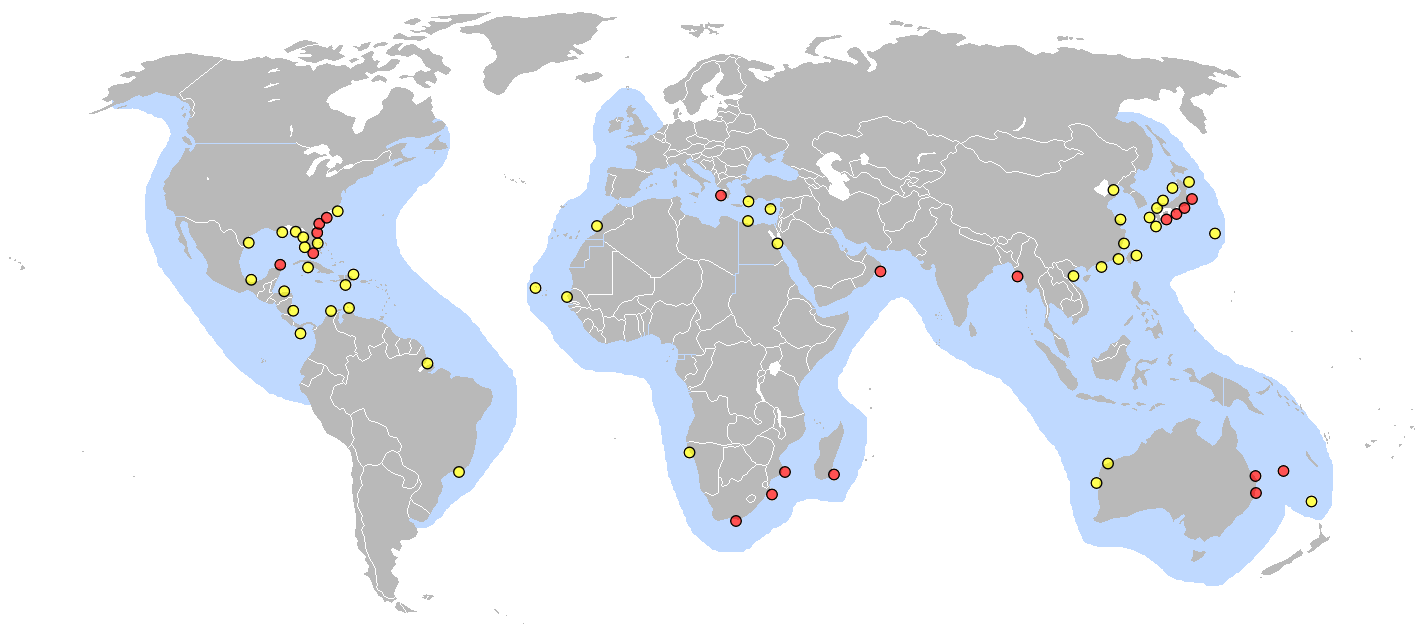
Verspreidingsgebied in het blauw met de bekende legstranden. De minder bezochte afzetplaatsen zijn met een gele kleur aangegeven, de meest bezochte legstranden zijn rood gekleurd.

Deze soort is niet gebonden aan warme wateren en komt voor in de Grote Oceaan, Indische Oceaan, Middellandse Zee en de Atlantische Oceaan. De dikkopschildpad is aan te treffen van iets boven de Kreeftskeerkring in het noorden tot iets onder de Steenbokskeerkring in het zuiden. Het noordelijkste verspreidingspunt is bij Newfoundland en het zuidelijkste puntje van het areaal ligt bij Argentinië in de monding van Río de la Plata.
De habitat bestaat uit wat ondiepere delen van de zee, meestal bij koraalriffen. De schildpad wordt aangetroffen in kalme delen van de zee zoals baaien waarin er weinig branding is. De dikkopschildpad komt voor in heldere wateren van tropische zeeën maar wordt ook in modderige delen van de zee aantroffen.
De dikkopschildpad kan worden aangetroffen langs de kust van de volgende landen; Albanië, Algerije, Amerikaanse Maagdeneilanden, Angola, Anguilla, Antigua en Barbuda, Antillen, Argentinië, Aruba, Australië, Bahama's, Bahrein, Barbados, Belize, Benin, Bermuda, Bonaire, Brazilië, Brunei, Cambodja, Canada, Chili, China, Colombia, Comoren, Congo-Brazzaville, Congo-Kinshasa, Costa Rica, Cuba, Curaçao, Cyprus, Djibouti, Dominica, Dominicaanse Republiek, Ecuador, Egypte, El Salvador, Equatoriaal-Guinea, Eritrea, Fiji, Filipijnen, Florida, Frankrijk, Frans-Guyana, Gabon, Gambia, Georgië, Ghana, Grenada, Griekenland, Groot-Brittannië, Guadeloupe, Guatemala, Guinee-Bissau, Guinee, Guyana, Haïti, Hawaï, Honduras, Ierland, India, Indonesië, Irak, Iran, Israël, Italië, Ivoorkust, Jamaica, Japan, Jemen, Jordanië, Kaaimaneilanden, Kaapverdië, Kameroen, Kenia, Koeweit, Kroatië, Libanon, Liberia, Libië, Maagdeneilanden, Madagaskar, Maldiven, Maleisië, Malta, Marokko, Martinique, Mauritanië, Mauritius, Mexico, Monaco, Montenegro, Montserrat, Mozambique, Myanmar, Namibië, Nicaragua, Nieuw-Zeeland, Nieuw-Caledonië, Nigeria, Noord-Korea, Oman, Pakistan, Panama, Papoea-Nieuw-Guinea, Peru, Portugal, Puerto Rico, Qatar, Réunion, Saba, Saint Kitts en Nevis, Saint Lucia, Saint Vincent en de Grenadines, Salomonseilanden, Samoa, Saoedi-Arabië, Senegal, Seychellen, Sierra Leone, Slovenië, Soedan, Somalië, Spanje, Sri Lanka, Suriname, Syrië, Taiwan, Tanzania, Thailand, Togo, Tonga, Trinidad en Tobago, Tunesië, Turkije, Tuvalu, Uruguay, Vanuatu, Venezuela, Verenigde Arabische Emiraten, Verenigde Staten, Vietnam, Zuid-Afrika en Zuid-Korea.

### Waarnemingen in Nederland
Van de dikkopschildpad zijn verschillende strandingen in Nederland gedocumenteerd. 
- Op 2 oktober 1707 werd een levende zeeschildpad gevonden op het strand van Wijkermeer. Het exemplaar werd beschreven als 'zes voet lang' en kwam als een Caretta caretta in de boeken terecht. Het is niet zeker of dit exemplaar een dikkopschildpad betrof.
- Op 27 december 1894 werd in Ouddorp een levend volwassen vrouwtje aangetroffen met een schildlengte van 96,5 centimeter en een gewicht van 280 kilogram (maar waarschijnlijk werd hier pond bedoeld). In 1927 werd op het strand van Scheveningen een levend juveniel gevonden met een schildlengte van ongeveer 25 cm.
- Op 22 december 1954 werd bij Noordwijk (ZH) een dood exemplaar gevonden met een schildlengte van 205,5 millimeter.
- In oktober 1959 werd ten noorden van Noordwijk een ribplaat aangetroffen. De schildlengte van dit exemplaar is onbekend.
- Op 5 augustus 1998 werd in Vlissingen een jong, dood exemplaar waargenomen. Het dier had een schildlengte van 35,6 centimeter, de schedel van de schildpad is niet gevonden.
- Op het eiland Vlieland is op 2 maart 2007 een dood jong exemplaar waargenomen, de schildpad had een schildlengte van 25 centimeter. Een volwassen exemplaar werd gezien op 23 oktober 2008 in Groote Keeten (NH). Dit dier had een beschadigde voorflipper en is in eerste instantie opgevangen bij Ecomare en werd later verzorgd in Burgers' Zoo. Bijna een maand later, op 21 november gebeurde hetzelfde, maar dit keer in Westenschouwen in Zeeland. De dieren waren verzwakt en zijn om aan te sterken overgebracht naar twee dierentuinen in Nederland; respectievelijk Burgers' Zoo te Arnhem en Diergaarde Blijdorp te Rotterdam.
- Op 11 januari 2015 spoelde een juveniel exemplaar aan op het strand bij Wassenaar. Dit dier is naar Diergaarde Blijdorp gebracht en later overgebracht naar een dierentuin in Portugal waar het zal worden uitgezet in de zee. Op 27 juli van dat jaar werd een groter dood exemplaar aangetroffen nabij Cadzand.[10]

### Waarnemingen in België
In 1903 spoelden twee grote zeeschildpadden aan op de oever van de Schelde te Oorderen bij Antwerpen. Een exemplaar werd opengesneden voor de eieren die door de lokale bevolking van Oorderen werden gegeten. Het andere exemplaar werd verkocht aan de dierentuin van Brussel.
In België is een twijfelachtige waarneming bekend van twee dikkopschildpadden die werden gezien in de haven van Lillo nabij de haven van Antwerpen. De dieren zouden in de negentiende eeuw zijn gevangen maar een exacte datum is niet bekend.

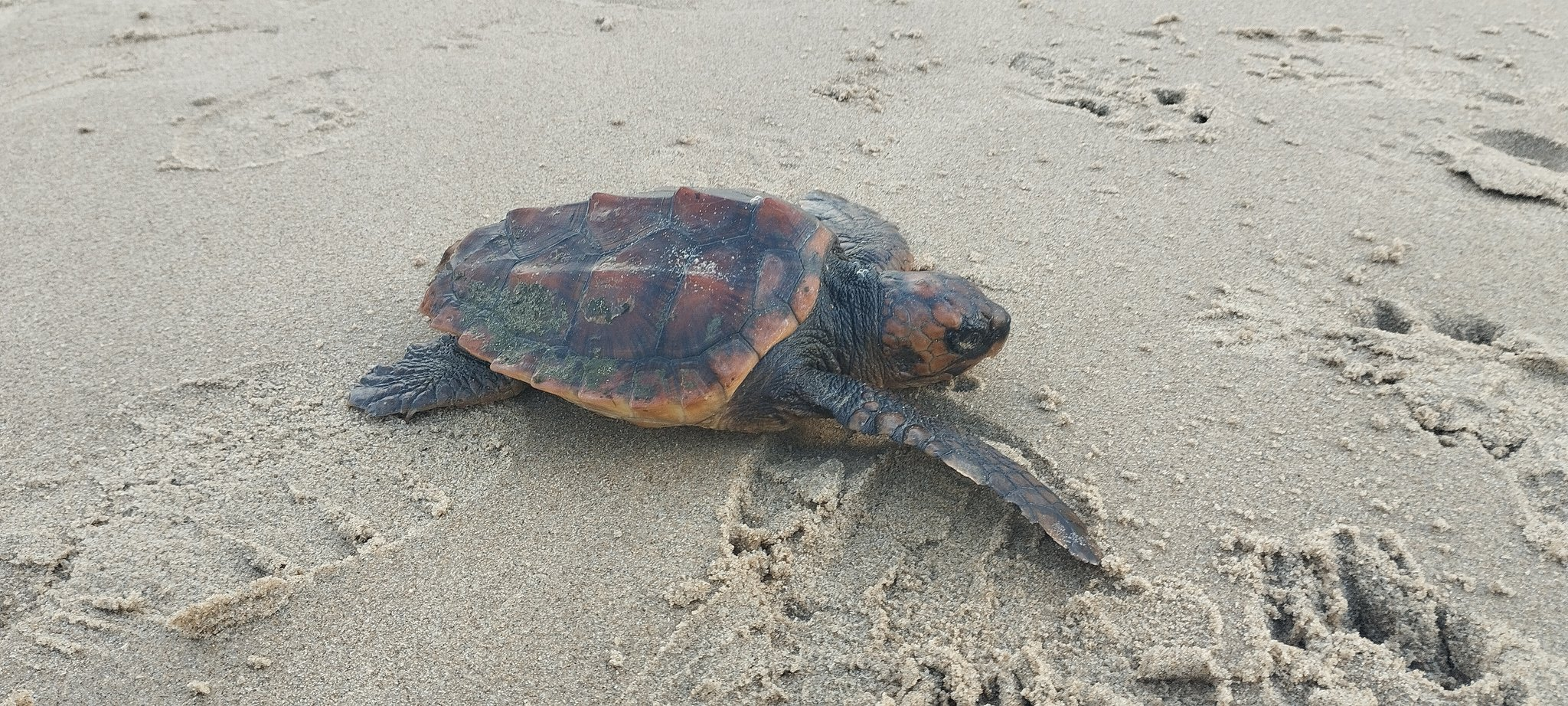
Gestrande dikkopschildpad, strand Bredene, 25 november 2023

Op 25 november 2023 werd een gestrande, nog levende dikkopschildpad teruggevonden op het strand van Bredene ter hoogte van de strandingang aan de tramhalte Bredene Campings. Het betrof een nog relatief klein, juveniel exemplaar met een schildlengte van slechts 14 cm, en verwondingen aan de achterkant van het schild en een van de voorflippers. Het dier werd binnengebracht voor verdere verzorging in Sea Life Blankenberge. De hierboven beschreven gevallen uit de 19e en het begin van de 20e eeuw zijn twijfelachtig of hebben betrekking op zeeschildpadden van onbekende identiteit. Het schildpadje van Bredene zou dus wel eens de boeken in kunnen gaan als de eerste bevestigde dikkopschildpad in België.

### Legstranden

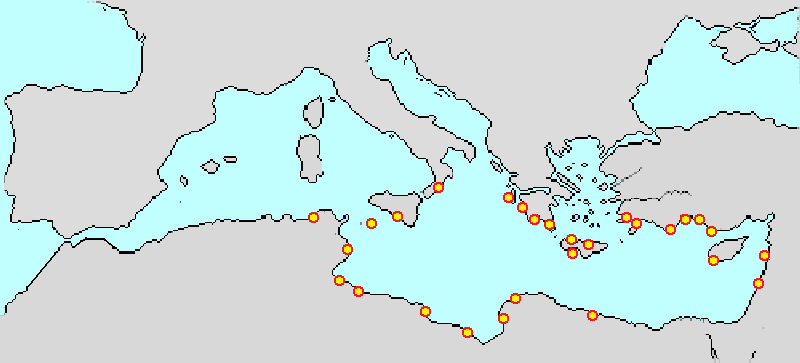
Legstranden in de Middellandse Zee.

De vrouwtjes zoeken net als alle zeeschildpadden stranden op om de eieren te begraven in het zand. Hiervoor worden vaak dezelfde stranden gebruikt. De dikkopschildpad heeft een voorkeur voor stranden in subtropische gebieden, waar andere zeeschildpadden vaak in tropische delen uitkiezen. Ze zetten de eieren veel verder af van de evenaar in vergelijking met andere zeeschildpadden.
In de Middellandse Zee zijn ook nestplaatsen bekend, zoals op het Griekse eiland Zakynthos, in zuidelijk Turkije en op het eiland Cyprus, alsook op de zuidelijke stranden van Sicilië. De legstranden zijn niet allemaal even populair; op sommige stranden worden grote hoeveelheden eieren afgezet en op andere legplaatsen worden slechts enkele nesten gevonden. In de Verenigde Staten bijvoorbeeld worden de stranden van Florida en de Carolina's veel gebruikt en in de staten New Jersey en Maryland worden de stranden minder vaak bezocht. Uit een telling in 1986 bleek dat er in Florida ongeveer 24.000 nesten worden gegraven, in South-Carolina 4000, in Georgia 1250 en in North-Carolina 280.
De jonge schildpadjes zwemmen als ze uit het ei kruipen de zee in. Van veel schildpadden die in de Indische en Grote Oceaan zijn geboren weet men dat ze de kuststreken van Baja California opzoeken. Hier komen de jongen van de dikkopschildpad in enorme aantallen tezamen.

## Uiterlijke kenmerken

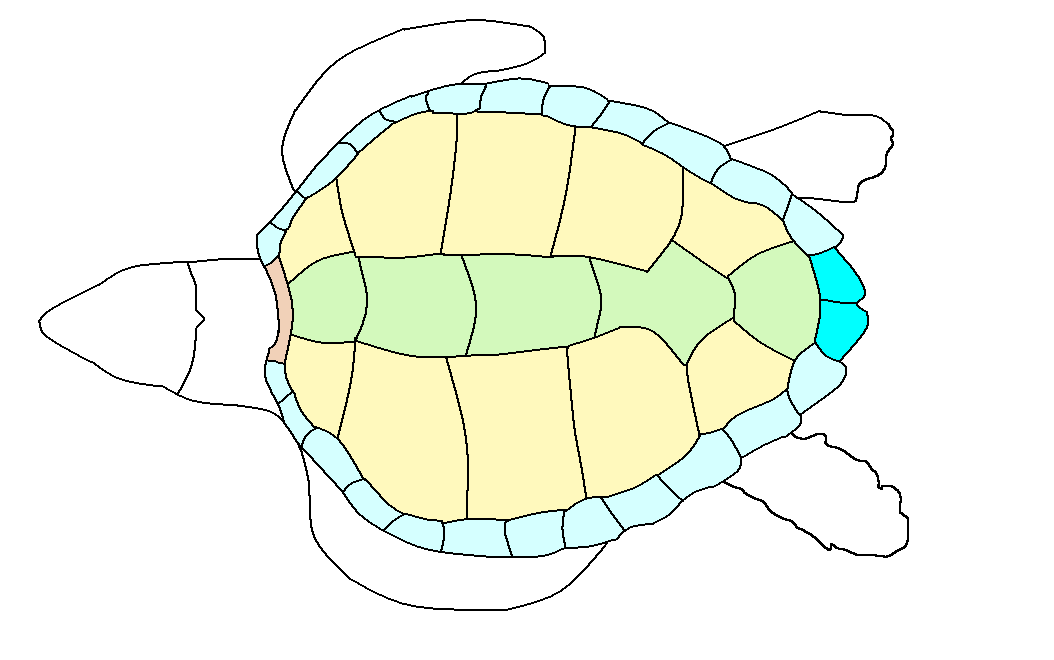
Hoornschilden van de dikkopschildpad
Nuchaal (nekschild)
Ventraal (wervelschilden)
Costaal (ribschilden)
Marginaal (randschilden)
Pygaal (staartschilden)

De dikkopschildpad is een van de grootste en tevens zwaarste soorten zeeschildpadden. Over de lengte en het gewicht van de schildpad zijn veel misverstanden. De schildlengte bijvoorbeeld werd door verschillende biologen in 2002 geschat op 213 centimeter en het gewicht van meer dan 450 kilo. Deze gegevens zijn waarschijnlijk verkeerd geciteerd. In Nederland zou eens een exemplaar gevonden zijn van 280 kilo, maar waarschijnlijk werd hier 280 pond bedoeld, ofwel 140 kilo. Veel van dergelijke grote afmetingen zijn gebaseerd op een foute berekening van het schild op basis van delen van de kop of een verkeerde determinatie.
Het lichaamsgewicht van een volwassen exemplaar bedraagt ongeveer 75 tot 130 kilo. Ook gemiddelden van 75 tot 160 kilo worden wel vermeld. Het maximale gewicht van in westelijk Europa aangetroffen exemplaren is 140 kilo en het zwaarste exemplaar ooit bereikte een lichaamsgewicht van meer dan 227 kilo.

### Kop, poten en staart
De kop is relatief groot in vergelijking met die van andere schildpadden; de kop kan tot 30 centimeter lang worden. De kop is voorzien van grote en zeer krachtige kaken, de kaakspieren zijn goed ontwikkeld. De schildpad eet geen zachte prooien zoals van andere zeeschildpadden bekend is, maar voedt zich vrijwel uitsluitend zeer harde prooien zoals kreeftachtigen, schelpdieren en degenkrabben. De bek is snavelachtig en heeft een duidelijke inkeping in het midden. De bek is aan de voorzijde wat naar boven gekromd, het tomium is niet gekarteld en aan de voorzijde is een tand-achtige punt aanwezig welke bij oudere exemplaren afgesleten is.
De bovenzijde van de kop draagt de kopschubben, Op het midden van de kop is de frontale schub gelegen, aan de voorzijde heeft de schildpad twee paar vijfkantige prefrontale schubben. Sommige gelijkende zeeschildpadden hebben hier slechts een enkel paar. Bij de dikkopschildpad is tussen de twee paar prefrontale schubben ook een interprefrontale schub gelegen in het midden.
Onder de schubben van de kop zijn de kopbeenderen gelegen, deze bestaan uit bot en worden de kopplaten genoemd. De dikkopschildpad verschilt van andere soorten doordat de frontaalplaten de oogkas niet raken, waar zij dit bij andere soorten wel doen. De lengte van de naad tussen de prefrontaalplaten is gelijk aan de frontaalplaten of iets korter. Deze kenmerken zijn alleen te zien bij het skelet van de schildpad.
De poten zijn groot en flipper-achtig, de poten zijn sterk aangepast om te zwemmen, maar zijn ook geschikt voor het graven van nesten. Dankzij de krachtige poten kan de schildpad zich met een snelheid van 24 kilometer per uur voortbewegen. De voorpoten dragen vijf lange onbeweeglijke vingers, de tenen aan de achterpoten kunnen iets worden bewogen. Aan de voorflippers zijn twee klauwen te zien aan de voorrand, dit zijn de restanten van de nagels. Aan de achterpoten zijn twee of drie klauwen aanwezig. De klauwen van mannetjes zijn groter dan die van de vrouwtjes.

### Rugschild

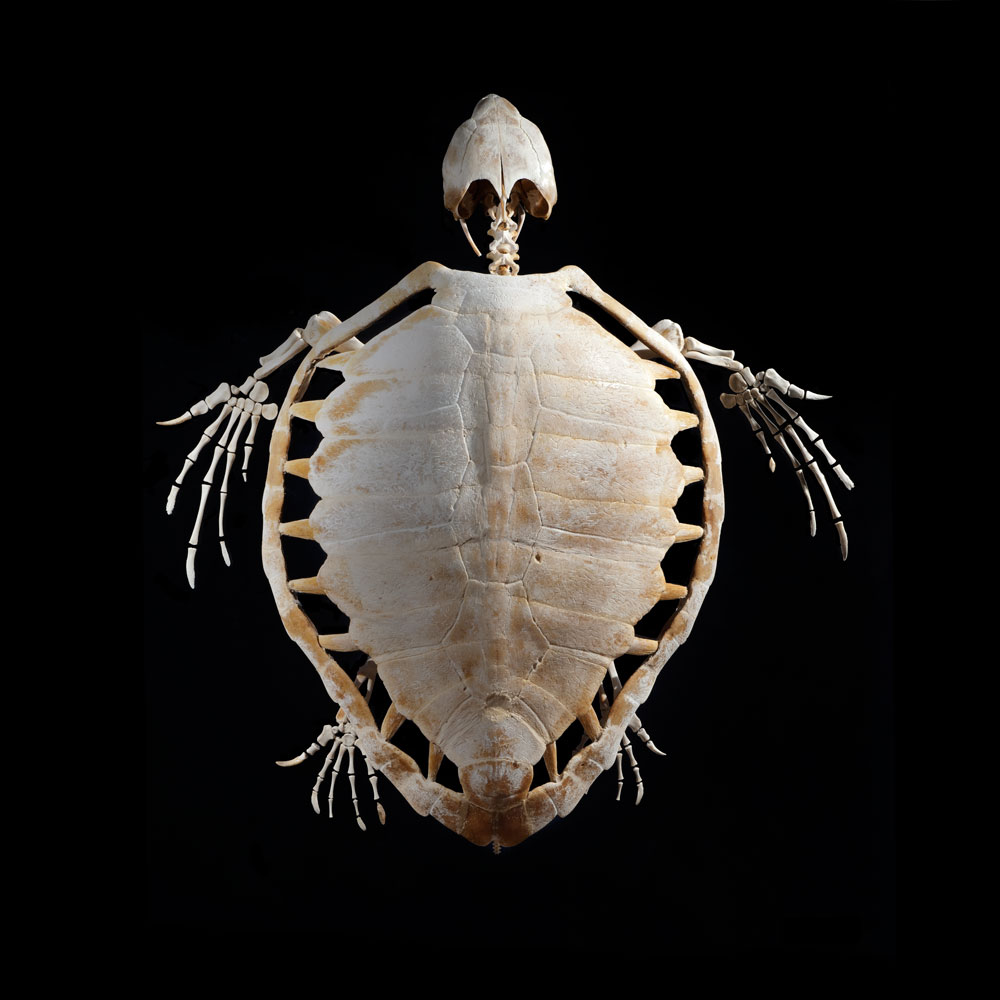
Onder de hoornschilden zijn de beenplaten aanwezig, het skelet van de schildpad.

De lengte van het rugschild is ongeveer 85 tot 100 centimeter, met uitschieters die oplopen tot 123 cm.
Het rugschild is vanaf de bovenzijde gezien enigszins hartvormig. De kleur van het rugschild is roodbruin, de schilden zijn glad. Het rugschild draagt bij de volwassen exemplaren geen opstaande kielen, de jongere dieren hebben wel richels op het schild. Het schild is echter vaak bedekt met andere organismen zoals zeepokken, eendenmosselen of algen zodat de natuurlijke kleur niet is te zien.
Het rugpantser of carapax draagt vijf wervelschilden (ook wel ventraalschilden) aan de bovenzijde in het midden van het schild. Deze schilden zijn ongeveer even groot. Aan weerszijden van de ventraalschilden zijn altijd vijf of meer ribschilden (ook wel costaalschilden) gelegen. Deze zijn niet allemaal even groot; het voorste ribschild is aan beide zijden aanmerkelijk kleiner dan de achterste schilden. Een ander determinatiekenmerk is het feit dat het voorste costaalschild altijd het nekschild of nuchaalschild raakt, bij gelijkende soorten is dit niet het geval. Aan de rand van het rugschild zijn de kleine en langwerpige marginaalschilden gepositioneerd. Dit zijn er aan beide zijden 11 tot 15 maar bij de meeste exemplaren komen 12 of 13 schilden voor. De marginaalschilden aan de achterzijde hebben een naar achteren wijzende punt. De schilden op de rug overlappen elkaar nooit.

### Buikschild
Het buikschild of plastron is geel tot witgeel van kleur. De verbinding tussen het buikschild en het rugschild aan weerszijden van het schild is alleen vanaf de onderzijde te zien. Deze zogenaamde brug is meestal voorzien van drie schilden, die de inframarginaalschilden worden genoemd. Er kunnen ook vier of vijf schilden voorkomen, maar dan is het aantal aan de linkerzijde altijd anders dan aan de rechterzijde. De inframarginaalschubben hebben nooit poriën zoals bij sommige andere zeeschildpadden het geval is. Tussen de keelschilden aan de voorzijde van het buikschild is soms een tussenkeelschild aanwezig maar deze kan ook ontbreken.
Juveniele exemplaren hebben aan de buikzijde twee kiel-achtige rijen van opstaande bultenrijen op de buikschubben. Deze kielen zijn gelegen tussen het midden van de buik en de pootbasis. Ze verdwijnen naarmate de schildpad ouder wordt.
De plastronformule is een determinatiesleutel bij schildpadden waarbij de verschillende schilden in een volgorde geplaatst worden van de lengte van de tussennaad van de verschillende buikschilden. Bij de dikkopschildpad is de plastronfurmule: anaal > abdominaal >< femoraal > humeraal > pectoraal > gulair > intergulair.

### Onderscheid met andere soorten

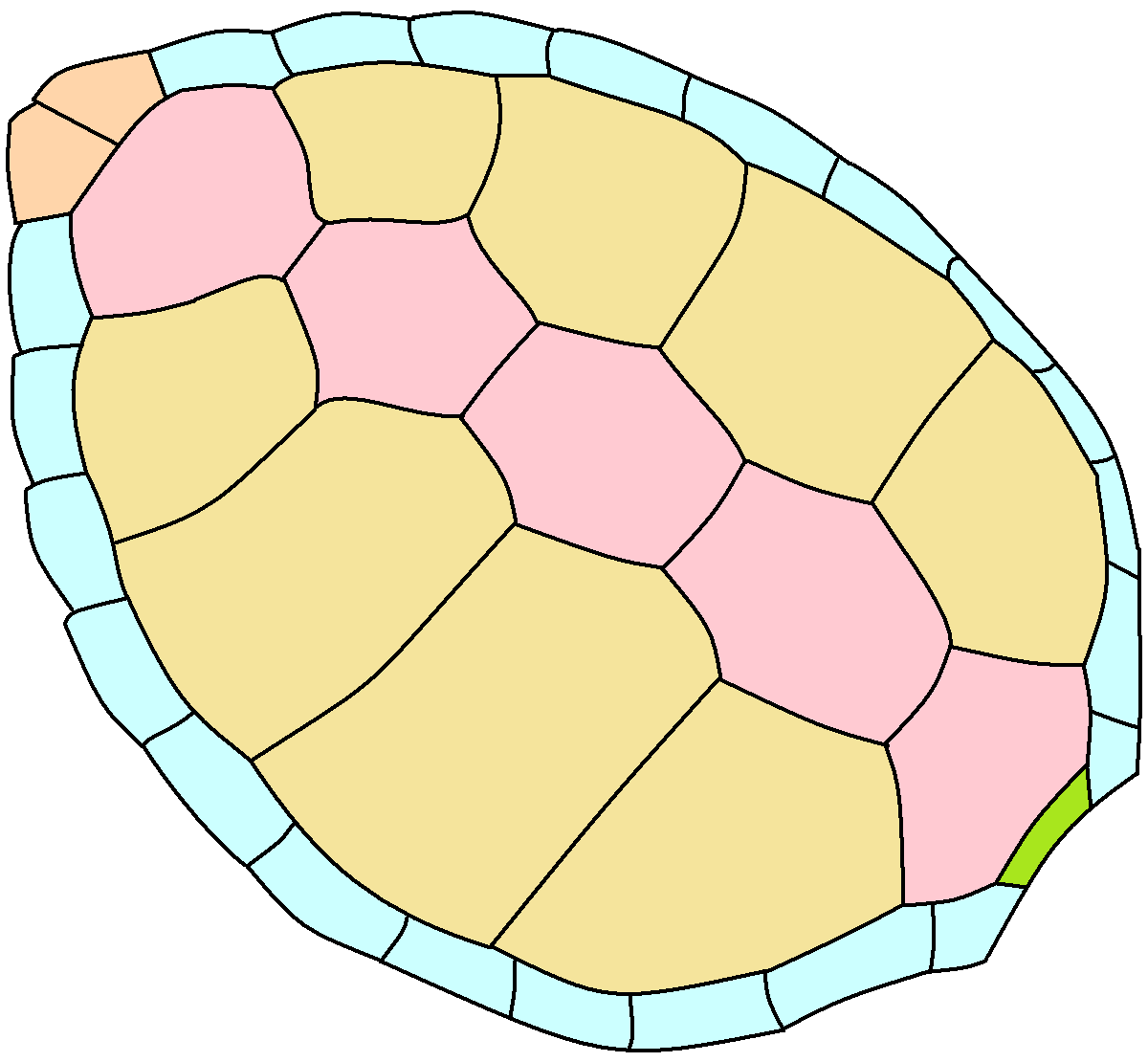
Rugschilden soepschildpad
Nuchaal
Costaal

Het rugschild telt altijd vijf of meer costaalschilden of ribschilden en geen vier zoals de soepschildpad en de karetschildpad. De dikkopschildpad lijkt op de soepschildpad, maar heeft een dikkere kop en het schild en de poten zijn bruin tot oranje en de nettekening op de kop ontbreekt meestal. Ook loopt het schild van de soepschildpad veel schuiner af en de hoornschilden zijn gladder.
Bij de dikkopschildpad raakt het voorste costaalschild altijd het nuchaalschild. Bij de soepschildpad en de karetschildpad is dit niet het geval. De dikkopschildpad is verder van de karetschildpad te onderscheiden doordat de hoornschilden glad zijn en elkaar niet overlappen. Met name bij oudere exemplaren van de karetschildpad is er juist een sterke overlap en hebben de hoornschilden tevens veel ruwer oppervlak.
De zeeschildpadden uit het geslacht Lepidochelys blijven aanzienlijk kleiner en zijn met name te onderscheiden aan de inframarginaalschilden die altijd voorzien zijn van poriën, in tegenstelling tot de inframarginaalschilden van de dikkopschildpad.

## Voortplanting en ontwikkeling

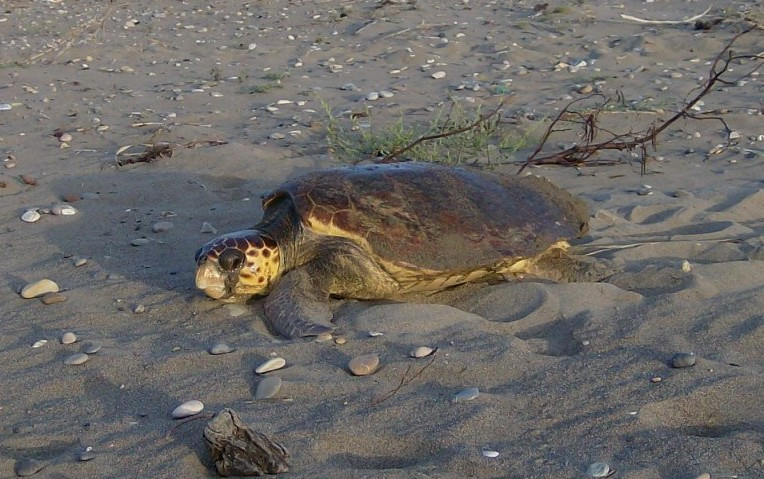
Alleen voor de afzet van de eieren komen de dieren aan land

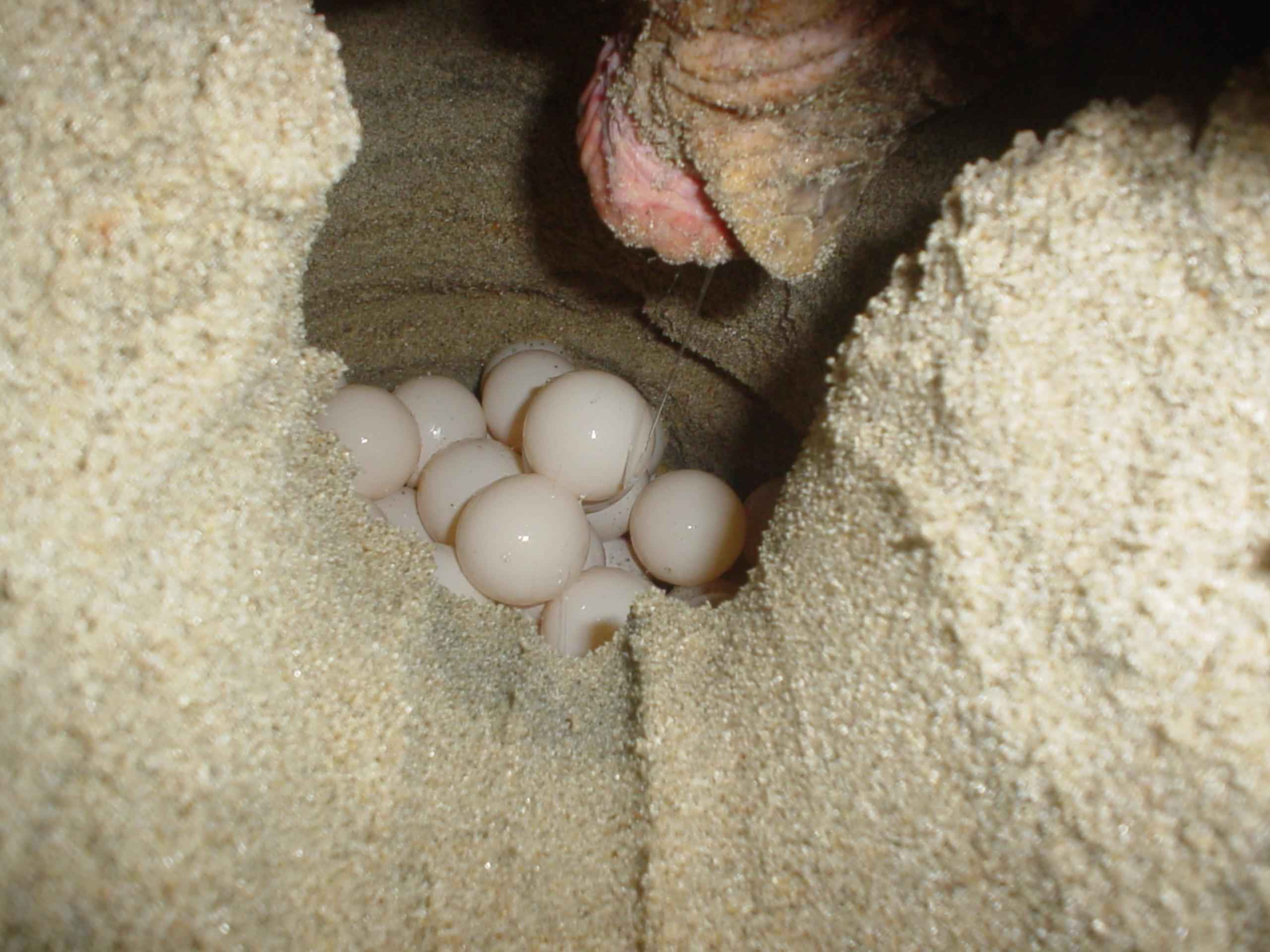
Afzet van de eieren in een zelfgegraven kuil

De vrouwtjes hebben een schildlengte van minimaal 70 centimeter als ze voor het eerst paren. Ze zijn dan ongeveer twaalf tot dertig jaar oud. De schildpadden paren in zee, vaak aan het wateroppervlak maar ook paringen onder water zijn waargenomen.
De vrouwtjes paren met meerdere mannetjes en zijn in staat sperma op te slaan in de eileiders. Enige tijd later zoeken de vrouwtjes een legstrand op. Hier wordt met de achterpoten een nest uitgegraven waarin de eieren worden gedeponeerd. Vervolgens wordt het nest met de achterpoten weer dichtgegooid en gaat het vrouwtje terug naar de zee. Kleinere vrouwtjes produceren gemiddeld kleinere en lichtere eieren dan grotere vrouwtjes. De vrouwtjes leggen meestal niet ieder jaar eieren, maar iedere twee tot drie jaar. Door niet ieder jaar opnieuw eieren te produceren kan het vrouwtje weer op krachten komen. Er zijn ook waarnemingen bekend van een vrouwtje dat al het opvolgende jaar een nest produceerde en ook een vrouwtje dat pas na zes jaar weer eitjes afzette is bekend. Het aantal eieren verschilt van 23 tot maximaal 190, gemiddeld worden 110 eieren afgezet per nest.
De schildpad begraaft de eitjes op zandstranden op diverse plaatsen op de wereld, onder andere op Zakynthos, een Grieks eiland, waar het afzetten van de eitjes van de dieren toeristen aantrekt. De eilandbewoners verdienen hier geld mee. Doordat de meeste bootjes gemotoriseerd zijn, kunnen de dieren verstoord raken door het geluid. Ook leggen de schildpadden eitjes op Lampedusa, een Italiaans eiland, op het konijnenstrand. Onder andere hierom staat dit strand ook op de UNESCO Werelderfgoedlijst. De dikkopschildpad kan in een enkel broedseizoen op meerdere plaatsen eieren afzetten en de verschillende afzetplaatsen kunnen kilometers uiteen liggen.
De eitjes zijn wit van kleur en hebben een ronde vorm. De diameter varieert tussen 34,7 een 55,2 millimeter en ze hebben een gewicht tussen 26,2 en 46,8 gram. Soms bevat een nest onderontwikkelde eieren, maar dit komt niet zo vaak voor als bij andere in zee levende schildpadden het geval is, zoals bij de lederschildpad. De incubatietijd verschil enigszins per locatie en hangt samen met de ligging van het strand. In de Verenigde Staten ontwikkelen de embryo's zich in 55 tot 62 dagen in South Carolina, in Florida duurt het gemiddeld 68 dagen. In Turkije varieert de incubatietijd tussen 50 en 64 dagen (gemiddeld 57), in Mexico gemiddeld 56 dagen, op het Griekse eiland Zakynthos 49 tot 69 dagen (gemiddeld 57), in Zuid-Afrika 55 tot 65 dagen en in het Japanse Hiwasa meestal 58 dagen.
De embryo's ontwikkelen zich afhankelijk van de omgevingstemperatuur gedurende de incubatietijd tot mannetjes of vrouwtjes afhankelijk van de omgevingstemperatuur. Dit verschijnsel wordt ook wel temperature sex determination of TSD genoemd. Als de omgevingstemperatuur 26° tot 32° Celsius is verschijnen er vrouwtjes. Bij lagere temperaturen komen mannetjes tevoorschijn en bij een wisselende temperatuur ontstaan exemplaren van beide geslachten.

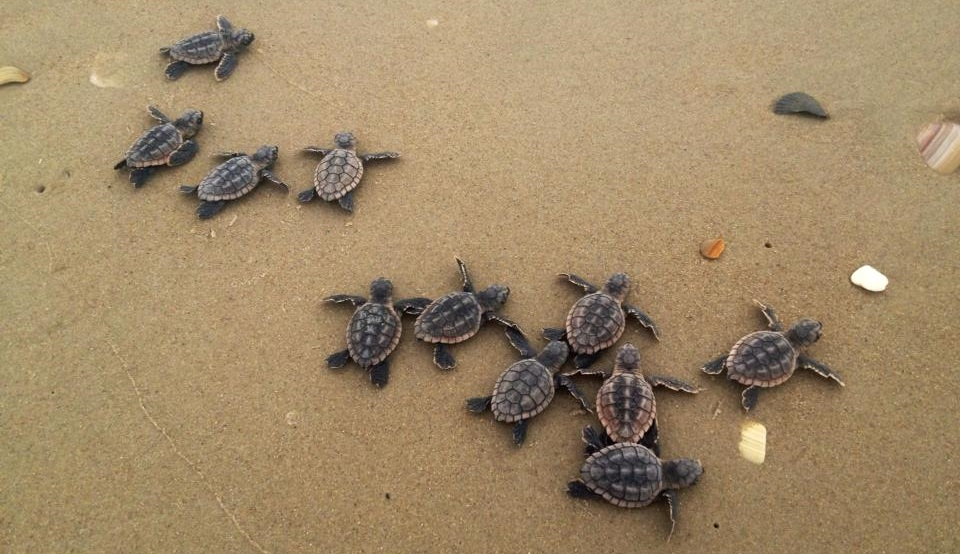
De juvenielen kruipen naar zee.

Als de juvenielen uit hun ei kruipen gebruiken ze de eitand om de leerachtige schaal open te maken. Deze tand zit boven op de bek en valt korte tijd later af. Het buikschild is bij de jonge dieren nog krom en de dooierzak is nog zichtbaar op het midden van de buik. Na enige tijd trekt het buikschild recht en wordt de dooierzak in het lichaam opgenomen. De juvenielen hebben op ieder rugschild een opstaande bult die tezamen drie opstaande lengtekielen vormen. Op het buikschild zijn twee kielen aanwezig met daartussen een dieper gelegen deel. Deze kielen verdwijnen al voordat het dier volwassen wordt. Juvenielen hebben ook een lichte rand aan de voorflippers.
De jongen kruipen na ongeveer acht tot tien weken uit het ei. Ze hebben een rugschildlengte van 4,1 tot 4,8 centimeter en hebben een licht- tot donkerbruine rugkleur, het buikschild is veel lichter van kleur en is wit tot geel gekleurd. De voorpoten zijn relatief groot, de poten zijn bruin van kleur en hebben een lichtere buitenrand. De jonge schildpadjes doen er gemiddeld vijf dagen over om zich uit het nest te graven en de oppervlakte te bereiken. Overdag, als het bovenliggende zand warm is, rusten ze en alleen 's nachts graven ze zich naar boven. De jongen komen hierdoor meestal tevoorschijn als het zand is afgekoeld en zijn er zo van verzekerd dat ze onder dekking van de duisternis over het strand naar de zee kunnen rennen waar ze zich verder verspreiden.
De jongen gaan op zoek naar 'onderwaterbossen' in de zee die vaak bestaan uit wieren zoals die uit het geslacht Sargassum. Deze drijvende wierenkolonies kunnen enorm groot zijn en drijven vaak richting de evenaar. Pas als de schildpadjes groot genoeg zijn en een schildlengte hebben van minstens 50 centimeter verlaten ze deze wiervelden. Van exemplaren die in de Amerikaanse staat Florida zijn geboren is bekend dat ze de Azoren hebben bereikt, die meer dan 4000 kilometer verderop liggen. De volwassen schildpad brengt veel tijd drijvend aan de oppervlakte door. Een volwassen exemplaar is bijna vierduizend keer zo zwaar als een juveniel dat net uit het ei kruipt. De levensverwachting van de schildpad in het wild wordt geschat op 30 tot meer dan 60 jaar.

## Voedsel
De dikkopschildpad brengt veruit het grootste deel van zijn leven door op zee. De mannetjes komen nooit op het land, de vrouwtjes alleen om eieren af te zetten. De schildpad is de meeste tijd onder water te vinden, op zoek naar voedsel. Het dier kan zo'n vier tot vijf minuten duiken waarna het wateroppervlak wordt opgezocht om te ademen. Hierbij wordt krachtig uit- en vervolgens ingeademd waarbij de lucht in de longen binnen drie seconden wordt vervangen. Van een vrouwtje is bekend dat ze binnen een tijdsbestek van twaalf uur zo'n 500 keer onderwater dook. De schildpad kan urenlang onderwater blijven tijdens de slaap. Van één exemplaar is bekend dat een afstand werd afgelegd van 4828 kilometer.
De dikkopschildpad is van alle zeeschildpadden de meest uitgesproken carnivoor. Het voedsel bestaat voornamelijk uit krabben en andere kreeftachtigen zoals garnalen. Daarnaast worden andere zeedieren gegeten zoals stekelhuidigen, weekdieren, sponzen, kwallen en vissen. Planten maken slechts een klein deel van het menu uit. Het plantaardige deel van het menu bestaat vaak uit zeewier. Ook bruinwieren uit het geslacht Sargassum worden gegeten, met name door jonge dieren. Weekdieren die gegeten worden bestaan voornamelijk uit tweekleppigen. Een deel van het dierlijke menu bestaat uit degenkrabben, die ondanks de naam wel tot de geleedpotigen behoren maar niet tot de kreeftachtigen; ze vormen een eigen orde. De degenkrabben hebben een zeer hard pantser dat door slechts weinig vijanden gekraakt kan worden. Het dieet verandert vaak naarmate het dier ouder wordt maar de dikkopschildpad is gedurende het gehele leven aan te merken als een voornamelijk vleesetende soort. Net uit het ei gekropen exemplaren voeden zich met kleine diertjes zoals sponzen, kwallen, kleine slakken en kreeftachtigen, ook plantendelen worden al gegeten.
De wat oudere en subadulte exemplaren eten kleine prooien die ze tussen de wiervelden buitmaken. Uit onderzoek uit 1894 naar de maaginhoud van vijf juvenielen bleek dat ze een breed scala aan prooien hadden gegeten een daarnaast stoffen in hun maag of slokdarm hadden die niet kunnen worden verteerd.
De verschillende prooidieren werden geïdentificeerd op basis van de harde delen die ze bezitten, zoals de netelcellen van neteldieren, de tandjes of radula van slakken en schaaldelen van kreeftachtigen. Veel potentiële prooidieren zoals ribkwallen echter hebben geen enkel verhard lichaamsdeel en bestaan geheel uit een geleiachtige substantie. Dergelijke prooien vergaan zo snel in de schildpaddenmaag dat ze mogelijk wel gegeten worden maar niet kunnen worden teruggevonden. In de maag werden slakken gevonden uit het geslacht Pterotrachea en Ianthina en de soort Cavolinia tridentata, daarnaast hydroïdpoliepen zoals Geryonia proboscidalis, het Portugees oorlogsschip (Physalia physalis), het bezaantje (Velella velella) en de parelkwal (Pelagia noctiluca). Krabben die werden geïdentificeerd zijn onder andere de columbuskrab (Planes minutus), die meestal te vinden is in kelkbossen. Verder werden vlokreeften gevonden zoals de soort Phronima sedentaria en de vis (Ceratoscopelus maderensis). Deze soort komt normaal gesproken alleen in de diepzee voor maar verplaatst zich 's nachts weleens naar het wateroppervlak. Andere dieren die in de maag werden aangetroffen waren pissebedden zoals de soort Idotea metallica en eendenmossel zoals de grote eendenmossel (Lepas anatifera).
Tijdens hun tochten op open zee zijn veel gebruikelijke prooidieren niet voorhanden en worden voornamelijk kwallen, pteropoden (drijvende slakken), inktvissen, drijvende tweekleppigen en vliegende vissen buitgemaakt. Naast levende dieren worden ook drijvende eipakketten van verschillende dieren gegeten. Uit onderzoek blijkt dat de maag van de dikkopschildpad ook deeltjes bevat die zeker niet als prooi kunnen worden beschouwd zoals vogelveren, maar ook stukjes, papier, klodders minerale olie en verschillende soorten kunststoffen, zoals nylondraad en stukjes polyetheen. Bij één exemplaar maakten zowel witte, zwarte als transparante stukjes polyethyleen deel uit van de maaginhoud.

## Vijanden en verdediging

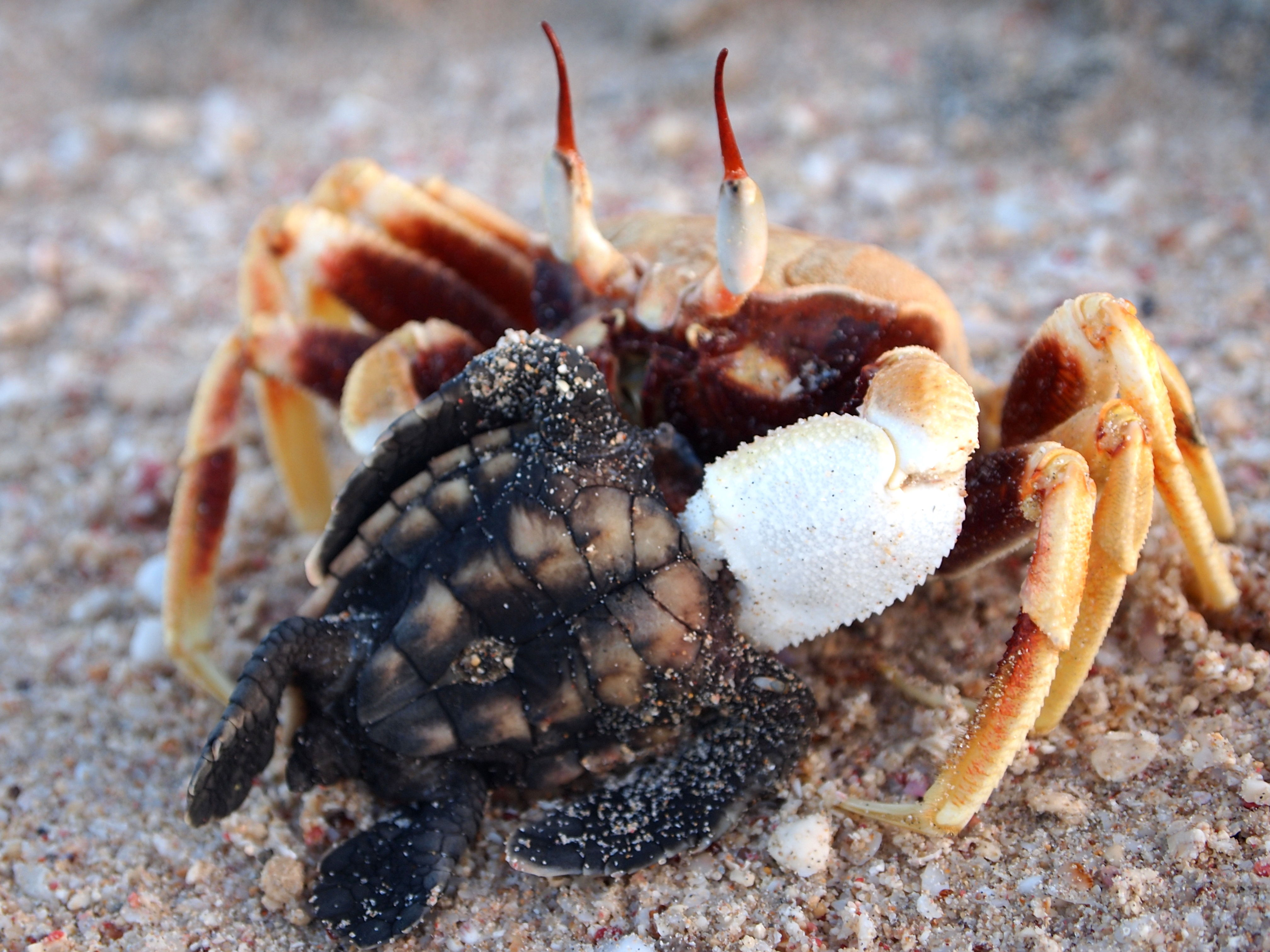
De spookkrab Ocypode ceratophthalmus met een buitgemaakt schildpadjuveniel

De eieren van de dikkopschildpad worden door verschillende dieren opgegraven waarbij vaak het gehele nest verloren gaat. Voorbeelden van dieren die de nesten uitgraven zijn wasberen, varanen, stinkdieren, jakhalzen, verwilderde honden, varkens, vossen en civetkatten. Ook ongewervelde dieren zoals mieren, vliegenlarven en krabben graven de eieren op en eten de embryo's. Vooral spookkrabben die veel op het strand leven zijn een destructieve vijand als het de eieren betreft. Spookkrabben kunnen in grote aantallen voorkomen en een nest geheel vernietigen. Uit een onderzoek op hert strand van Key Biscayne in de Amerikaanse staat Florida bleek dat ook larven van kevers de eieren eten. Het betreft de larven van de kniptor Lanelater sallei. De aangetaste eieren zijn te herkennen aan een gaatje in de eierschaal waardoor de larve zich naar binnen eet. De impact van de keverlarven op de nesten is groot, van de onderzochte nesten bleken er 7 aangetast te zijn door wasberen, 4 nesten door spookkrabben en 44 nesten door de kniptorlarven.
De juvenielen worden na het uitsluipen gegeten door allerlei bovengenoemde dieren. Als ze het water bereiken zijn ze nog niet veilig maar worden ze aangevallen door zeevogels als meeuwen en zeevissen zoals die uit de geslachten Centropristis en Coryphaena. Ook grote roofvissen zoals grotere horsmakrelen, tandbaarzen en snappers eten vele jonge schildpadjes. De subadulte en de volwassen exemplaren hebben weinig vijanden. Alleen grotere haaien kunnen de schildpad verwonden, bij een aanval van een haai wordt het schild zo naar de haai gedraaid dat deze moeilijk kan bijten. Op het land zijn de schildpadden vaak rustig maar als ze in de zee worden lastiggevallen zijn ze zeer bijterig. Dankzij de grote bek en kop kan het dier een beet geven die men nog lang zal heugen, een beet kan bij de mens ernstige verwondingen veroorzaken.

### Parasieten en commensalen

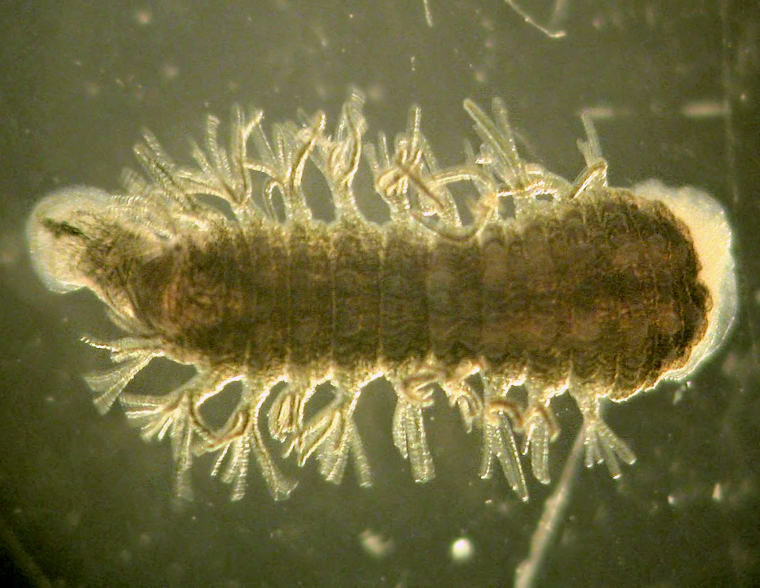
De bloedzuiger Ozobranchus margoi

De schildpad kent verschillende interacties met andere dieren. Op het rugschild zijn vaak zeepokken aanwezig, deze vestigen zich permanent op de schildpad maar richten geen directe schade aan. Wel beïnvloeden ze de stroomlijning van het schild op een negatieve manier. Ook andere aangroeisels zoals sponzen en algen hebben eenzelfde uitwerking. Op sommige zwemmende schildpadden zijn krabben van de columbuskrab (Planes minutus) waargenomen die het dier als een soort taxi gebruiken om van de ene naar de andere plaats te komen. Ook van de invasieve slak geaderde stekelhoren (Rapana venosa) is bekend dat deze zich verspreidt door op de rug van een zeeschildpad mee te liften.
De dikkopschildpad heeft te lijden onder parasieten, zoals wormen. Voorbeelden zijn de bloedzuigers uit het geslacht Ozobranchus die uitsluitend op zeeschildpadden leven. Van de soort Ozobranchus margoi is bekend dat ze ook op de dikkopschildpad voorkomt. Naast de schade die ontstaat door het zuigen van bloed zijn de bloedzuigers waarschijnlijk ook een belangrijke verspreider van de schildpaddenziekte fibropapillomatose. Dit herpes- achtig virus veroorzaakt grote tumoren die zich manifesteren op de huid.

## Relatie met de mens
De dikkopschildpad wordt in verschillende landen gebruikt in gerechten. Onder andere op de eilandengroepen Antillen en de Caraïben worden de schildpadden regelmatig gegeten. Zowel de eieren als het vlees worden geconsumeerd, het vlees wordt onder andere verwerkt in burgers en in soepen. De eieren worden onder andere verwerkt in cake. In Cuba worden de eieren in hun eileider gedroogd en verkocht als een worst-achtig product. Het eten van het vlees van de dikkopschildpad kan gevaarlijk zijn omdat het vlees de giftige verbinding chelonitoxine bevat.
De dikkopschildpad is het officiële staatsreptiel van de Amerikaanse staat South Carolina en daarnaast het officiële staats-zoutwater reptiel van de staat Florida.

### Bedreiging en bescherming
Het is niet precies bekend hoeveel exemplaren er wereldwijd ongeveer zijn. Ieder jaar worden ongeveer 200.000 nesten gegraven. Omdat een vrouwtje drie tot vijf nesten per jaar afzet wordt het aantal nestelende vrouwtjes geschat op ongeveer 36.000 tot 67.000. Vrouwtjes die geen nest maken worden hierbij niet meegenomen.
Door de internationale natuurbeschermingsorganisatie IUCN wordt de schildpad beschouwd als kwetsbaar (Vulnerable of VU). De verschillende populaties echter kunnen een afwijkende beschermingsstatus hebben. De populaties in de Middellandse Zee worden gezien als veilig (Least Concern of LC), die in het noordoosten van de Atlantische Oceaan als bedreigd (Endangered of EN) en die uit het noordoosten van de Indische Oceaan als ernstig bedreigd (Crittically Endangered of CR).
| Vangst in ton per jaar | Vangst in ton per jaar |
| ---------------------- | ---------------------- |
| Jaar                   | Ton                    |
| 1983                   | 273                    |
| 1984                   | 277                    |
| 1985                   | 322                    |
| 1986                   | 309                    |
| 1987                   | 238                    |

De dikkopschildpad werd tot de jaren zeventig net als andere zeeschildpadden bejaagd door de mens. Vooral het vlees en het schild waren in trek, maar de dikkopschildpad is minder geld waard dan andere soorten schildpadden. Het vlees van de soepschildpad bijvoorbeeld wordt als een echte delicatessen gezien. Het schild van de karetschildpad is eveneens meer geld waard waardoor deze twee soorten veel meer werden gevangen dan de commercieel minder interessante dikkopschildpad. De schildpad werd vaak als bijvangst verwerkt in schildpadsoep, en werd samen met het vlees van de soepschildpad gemengd en verkocht. Tot in de jaren 80 werd er op de dikkopschildpad gejaagd waarbij jaarlijks honderden tonnen aan schildpaddenvlees werd verwerkt, zie ook de tabel hiernaast.
De jonge schildpadjes komen meestal 's nachts uit hun nest om naar de zee te kruipen. Instinctief lopen ze richting het licht, want de lucht boven de zee is vaak lichter dan die boven het land. Op stranden waar veel menselijke bebouwing is, komt er vanaf het land juist meer licht en hierdoor raken ze verward. Een deel van de jongen kruipt naar het land waar ze geen schijn van kans maken. Een andere bedreiging zijn de netten van vissers, en met name garnalenvisserij. Omdat de schildpad ondiepere wateren opzoekt voor zijn voedsel, waar veel garnalen leven, is de kans groter dat het in een net verstrikt raakt en verdrinkt. De dikkopschildpad komt vaker dan andere soorten in vissersnetten terecht, maar dat komt ook omdat het een van de algemeenste soorten is.
Om de schildpadden te beschermen tegen vissersnetten kan gebruik worden gemaakt van speciale kleppen in het net waardoor de schildpadden kunnen ontsnappen. Deze zogenaamde turtle excluder devices vergen een investering maar voorkomen schade aan de netten door de stervende schildpadden. In de zee gedumpte netten vormen ook een gevaar omdat de schildpadden erin verstrikt kunnen raken.
Door de mens worden ook eieren geraapt voor consumptie. In veel landen worden de eieren opgegraven, geteld en weer herbegraven. Soms is dit noodzakelijk omdat een vrouwtje de eieren onder de vloedlijn heeft begraven waardoor ze onder water komen te staan. De eieren zijn dan niet levensvatbaar meer. Vaak worden de herbegraven eieren voorzien van een duidelijke markering zoals een metalen frame zodat strandgangers deze plek met rust laten. In veel landen worden de legstranden van de schildpad beschermd, en kan men er niet zomaar bouwen.
Ten slotte is klimaatverandering een mogelijke bedreiging, al is niet precies bekend wat de gevolgen zullen zijn. Bij een verhoogde zeespiegel lopen de nesten een grotere kans om onder water te komen staan.
|  |  |  |